# Federació Catalana de Centres d’Ensenyament
La Federació Catalana de Centres d'Ensenyament és una patronal de centres privats d'ensenyament de Catalunya. És una de les quatre patronals d'ensenyament que funcionen a Catalunya, junt amb l'Agrupació Escolar Catalana, l'Associació Professional Serveis Educatius de Catalunya i la Confederació de Centres Autònoms d'Ensenyament de Catalunya. És una de les entitats signants el 2006 del Pacte Nacional per a l'Educació a Catalunya. Els associats a la federació són titulars de centres d'ensenyament i associacions de centres d'ensenyament de nivell no universitari. La federació s'estén a tot Catalunya però la seva implantació principal és a l'àrea de Barcelona i la seva zona metropolitana.
Té els seus orígens en la Federación de Centros de Enseñanza Primaria y Comercial no Estatal de la Provincia de Barcelona que va ser constituïda l'any 1951 i que agrupava un seguit d'acadèmies escolars, sent la principal oferta d'educació bàsica per la manca d'escoles públiques i planificació escolar. L'actual denominació s'adopta l'any 1983, i la seva tasca principal durant la dècada de 1980 és aconseguir els concerts educatius per als centres federats.
La Federació Catalana de Centres d'Ensenyament està federada a la Confederación Española de Centros de Enseñanza (CECE) i a partir d'ella, per integració indirecta, a la Confederació Espanyola d'Organitzacions Empresarials (CEOE) i al Foment del Treball. A Catalunya forma part del Consell Escolar de Catalunya.